# جووله
جووله (به لهستانی:  Dziewule) یک روستا در لهستان است که در گمینا زبوچن واقع شده‌است.